# Organisation de l'armée secrète

Logo van OAS

De Organisation de l'armée secrète (Organisatie van het geheime leger) was in het naoorlogse Europa de grootste en meest gewelddadige geheime rechts-extremistische terreurorganisatie, actief in Frankrijk en Algerije, gericht tegen de onafhankelijkheid van Algerije.
Tegenstanders van de OAS waren president Charles de Gaulle (op wie drie aanslagen werden gepleegd), de Franse overheid en het Algerijnse Front de libération nationale (FLN). De aanslagen van de OAS vormden de laatste episode in de Algerijnse Onafhankelijkheidsoorlog die duurde van 1954 tot 1962. De OAS kon haar doel, het voorkomen van de onafhankelijkheid van Algerije, niet bereiken.
De OAS bestond voornamelijk uit Franse militairen en opereerde van begin 1961 tot in 1963. In anderhalf jaar zijn ruim 1000 aanslagen (bommen en directe moorden) gepleegd. Daarbij vielen naar schatting 12.500 dodelijke slachtoffers.
Na de Verdragen van Évian van maart 1962, waarbij de Algerijnse onafhankelijkheid werd geregeld, probeerde de OAS met een massale bommencampagne in Algerije het FLN te doen terugkomen op het afgesproken staakt-het-vuren. Dit lukte niet, alhoewel er aan weerszijden bloedbaden werden aangericht.

## Achtergrond en aanleiding
Na de Tweede Wereldoorlog ontstond bij de autochtone bevolking van Algerije - een Noord-Afrikaans land, gelegen aan de zuidelijke oever van de Middellandse Zee, waar Frankrijk, de overbuur, sinds 1830 heer en meester was - een sterke beweging voor onafhankelijkheid, onder meer met het FLN, het Front de libération nationale. Algerije bestond tot 1957 uit vier Franse departementen en had vanaf 1848 formeel geen koloniaal statuut meer; de oorspronkelijke Arabische bewoners van Algerije konden - weliswaar onder strikte voorwaarden - volwaardig Frans staatsburger worden.
Uiteindelijk, na een steeds dreigender escalatie van de Algerijnse Oorlog, hield de toenmalige president Charles de Gaulle op 8 januari 1961 een referendum onder de Fransen, waarbij driekwart van de stemmers, in alle delen van Frankrijk, zich voor de zelfstandigheid van Algerije uitspraken.
Dat gaf veel onrust onder de in Algerije gelegerde militairen en de kolonisten in Algerije, de pieds-noirs' (zwartvoeten). De pieds-noirs waren de nakomelingen van Fransen en andere Europeanen (vooral Spanjaarden en Italianen, ook Sefardische joden), die vaak al generaties in Algerije woonden. De Franse militairen, met name de hogere officieren, vreesden dat de jarenlange zware oorlogsinspanningen tevergeefs zouden zijn en waren fel gekant tegen staatsmacht voor het linkse FLN. De Algerijnse Fransen, die 13 procent van de Algerijnse bevolking uitmaakten, vreesden dat zij weg zouden moeten als het land zelfstandig zou worden, met verlies van hun bevoorrechte positie en hun bezittingen.

## Oprichting

Keltisch Kruis

Op 11 februari 1961 werd de OAS gesticht in Madrid, met als leider de gepensioneerde generaal Raoul Salan, die uitgebreide militaire ervaring had, onder meer in Indochina en in 1958 enkele maanden Franse Gevolmachtigde was in het woelige Algerije. Op 16 maart 1961 verscheen voor het eerst het Keltisch Kruis, logo van de OAS, op muren in de hoofdstad Algiers, met de leuze L’Algérie est française et le restera (Algerije is Frans en zal het blijven).
Medeoprichters waren:
- Pierre Lagaillarde, Frans-Algerijnse advocaat en reserveofficier, leidde acties in Algiers, hangende zijn proces naar het franquistische Spanje gevlucht, waar hij politiek actief was in extreemrechtse netwerken, in maart 1961 veroordeeld tot tien jaar gevangenis, kreeg amnestie in 1968.
- Jean-Jacques Susini, Frans-Algerijnse politicus, ontkwam naar Spanje in 1960, verantwoordelijk voor propaganda en psychologische oorlogsvoering van de OAS, tweemaal ter dood veroordeeld, kreeg in 1968 amnestie van president Charles de Gaulle. In 1997 parlementskandidaat voor het Front national.
- Yves Guérin-Sérac, katholiek en anti-communist, Frans officier, militair in Indochina, Korea en Algerije. Vluchtte na de Akkoorden van Evian naar het Spanje van Franco en Portugal onder Salazar, waar hij politiek en militair actief blijft. Hij wordt verdacht van betrokkenheid bij de extreemrechtse bomaanslag in Milaan in december 1969.
- Joseph Ortiz, zoon van Spaanse kolonisten, extreemrechts caféhouder in Algiers, OAS-verantwoordelijke in Frankrijk, na proces in 1961 ter dood veroordeeld, in 1960 gevlucht naar Spanje, met eveneens amnestie in 1968.

De OAS was vanwege de deelname van veel Franse militairen uit Algerije uitstekend militair georganiseerd en kreeg bovendien hulp van onder meer Israël, dat geen voorstander was van een nieuw onafhankelijk moslimland. Bovendien kon de OAS rekenen op veel hulp en steun vanuit andere Franse overheidskringen, waaronder de politie en het leger. De OAS was samengesteld uit bestaande netwerken, die zichzelf contra-terroristen, groepen voor zelfverdediging of weerstandsgroepen noemden. Ze voerden aanvallen uit tegen het FLN en rekruteerden daarvoor al sinds het begin van de onafhankelijkheidsoorlog.

## Aanslagen
De OAS voerde zowel aanslagen uit in Algerije als in Frankrijk. De organisatie gebruikte zowel sabotages als moordaanslagen. Het eerste slachtoffer was advocaat en politicus Pierre Popie, die werd doodgestoken op 25 januari 1961 in Algiers. Hij was liberaal, voorzitter van l'Association de la jeunesse algérienne pour l'action sociale. Hij had op televisie gezegd: Frans Algerije is dood (L’Algérie française est morte).
De bommencampagne in Parijs liep van medio 1961 tot zomer 1962. Roger Gavoury, hoofd van de Franse politie in Algiers, werd op 31 mei 1961 vermoord door leider Roger Degueldre en Albert Dovecar van het Delta Commando, de moordbrigade van de OAS. Dit commando was ook verantwoordelijk voor de aanslag van Château-Royal op 15 maart 1962, waarbij zes medewerkers van een sociaal-educatief centrum in Château-Royal nabij Algiers werden vermoord.
De organisatie pleegde drie aanslagen op president Charles de Gaulle die alle mislukten:
- op 8 september 1961 op weg naar zijn buitenverblijf in Colombey-les-Deux-Églises, in Pont-sur-Seine, oostelijk van Parijs,
- op 22 augustus 1962 in Petit-Clamart, westelijke voorstad van Parijs, geheime naam: Opération Charlotte Corday,
- en op 15 augustus 1964 op de Mont Faron bij Toulon.

## Gevolgen en veroordelingen
Generaal Salan werd uiteindelijk gevangengenomen en ter dood veroordeeld, maar is later gerehabiliteerd. De OAS staakte haar activiteiten na het definitieve besluit over de Algerijnse onafhankelijkheid in de zomer van 1962. Het buitenlandse toerisme, vooral naar Parijs, daalde door de OAS-aanslagen.
In 1962 werden in totaal 635 leden van de OAS gevangengenomen, 223 veroordeeld tot gevangenisstraffen en vijf ter dood veroordeeld, waarvan drie geëxecuteerd. In totaal werden er 3600 mensen veroordeeld voor deelname aan de OAS. Vrijwel alle veroordeelde militairen kregen - na enige tijd in gevangenschap - amnestie. Hun veroordelingen werden zelfs in 1987 bij wet geannuleerd, zodat zij weer in hun militaire rechten konden treden.

## Geëxecuteerden
De drie OAS-leden die ter dood veroordeeld werden en zijn geëxecuteerd waren:
- Roger Degueldre van het Delta Commando op 7 juni 1962 wegens de aanslag op politiecommissaris Roger Gavoury op 31 mei 1961
- Albert Dovecar van het Delta Commando op 7 juni 1962 wegens de aanslag op Gavoury
- Claude Piegts van het Delta Commando, op 7 juni 1962 wegens de aanslag op Gavoury

Luitenant-kolonel Jean-Marie Bastien-Thiry, formeel geen OAS-lid, werd ter dood veroordeeld en gefusilleerd in 1963 voor zijn mislukte aanslag op De Gaulle, uitgevoerd met steun van OAS-leden in Petit-Clamart op 22 augustus 1962.

## Opmerkelijk
Opmerkelijk aan de OAS is:
- de enorme omvang voor een Europese terreurbeweging: naar schatting 8000-10.000 leden en 3600 veroordeelden.
- de snelle opkomst, mede dankzij de oprichting en de leiding door hoge Franse militairen zoals generaal Raoul Salan.
- haar grote moorddadigheid, zeker vergeleken met bijvoorbeeld de RAF, de Rode Brigades of zelfs de ETA en het Ierse Republikeinse Leger (IRA): tussen 3000 en 12.500 (laatste cijfer afkomstig van De Gaulle) dodelijke slachtoffers, voornamelijk in Frankrijk (ettelijke in Parijs) en Algerije.
- de betrokkenheid van hooggeplaatste Franse generaals zoals Salan en Jacques Massu, zijn collega en ervaren militair, die in Algerije martelingen tijdens verhoren goedkeurde.
- de steun van en verwevenheid met extreemrechts in de rest van Europa.
- de korte levensduur: medio 1963 was het eigenlijk afgelopen na de start begin 1961.
- de houding van de Franse overheid in het verlenen van amnestie; medio 1968 waren eigenlijk alle veroordeelden vrijgelaten.